# Asplenium gemmiferum
Asplenium gemmiferum là một loài dương xỉ trong họ Aspleniaceae. Loài này được Schrad. mô tả khoa học đầu tiên năm 1818.